# Das Panzerauto
Das Panzerauto ist ein später deutsch-tschechoslowakischer Stummfilm aus dem Jahre 1929 von Rolf Randolf mit Carlo Aldini in der Hauptrolle.

## Handlung
Wieder einmal ist der Geldtransporter der Europa-Bank ausgeraubt worden. Direktor Sam Hamilton weiß sich keinen Rat mehr und greift auf die Hilfe des ebenso smarten wie sportiven Abenteurers Charly Allan zurück. Der zeigt sich bereit, das nächste Mal das neuartige Panzerauto selbst zu lenken und damit etwaigen Verbrechern eine lange Nase zu zeigen. Prompt wird ein erneuter Überfallversuch gestartet, doch diesmal setzen die Verbrecher noch einen drauf und entführen Bessy Hamilton, die Tochter des Bankchefs. Jetzt kann Tausendsassa Charly zeigen, was er wirklich kann. Zu Lande und in der Luft verfolgt er die Räuber unter der Führung von Nick Houlton und kann sie final stellen. Er knöpft ihnen die Beute wieder ab und gewinnt ganz nebenbei das Herz der befreiten Bankierstochter.

## Produktionsnotizen
Das Panzerauto entstand von Juni bis Juli 1929 in Prag, passierte am 2. Oktober 1929 die deutsche Zensur und wurde am 28. Dezember 1929 am Münchner Karlstor-Theater uraufgeführt. Die Prager Premiere war am 31. Januar 1930. Der mit Jugendverbot belegte Film besaß eine Länge von 2185 Metern, verteilt auf sechs Akte.
Alexander Hackenschmied gestaltete die Bauten.

## Kritik
„Leider ging man aber bei der Auswahl des Manuskriptes nicht sonderlich sorgfältig zu Werke. Der Stoff ist eine Verbrechergeschichte, wie sie vor einigen Jahren modern gewesen mag. (…) Rolf Randolf als Regisseur findet nicht die nötige Kraft, das Stoffliche im Sinne besserer Kriminalversion zu durchdringen. Er bleibt auf dem Wege des Kolportagehaften, das er sogar noch unterstreicht. Seine Mittel zur Spannungserzeugung bleiben oft primitiv, anspruchslos und verlassen sich vollkommen auf die Sensationsleistungen des Stars Aldini. (…) Darstellerisch sind keine sonderlichen Leistungen zu verzeichnen. (…) Technisch wäre noch manches nazuholen.“